# Tylophora coddii
Tylophora coddii är en oleanderväxtart som beskrevs av Arthur Allman Bullock. Tylophora coddii ingår i släktet Tylophora och familjen oleanderväxter. Inga underarter finns listade i Catalogue of Life.